# Camponotus longipilis
Camponotus longipilis is een mierensoort uit de onderfamilie van de schubmieren (Formicinae). De wetenschappelijke naam van de soort is voor het eerst geldig gepubliceerd in 1911 door Emery.